# Sergentomyia eadithae
Sergentomyia eadithae är en tvåvingeart som först beskrevs av John Alexander Sinton 1932.  Sergentomyia eadithae ingår i släktet Sergentomyia och familjen fjärilsmyggor. Inga underarter finns listade i Catalogue of Life.